# Oskar Müller (Linguist)
Oskar Müller (* 20. März 1933 in Tilžė; † 16. Juli 2021) war ein deutscher Slawist.

## Leben
Er erwarb 1955 das Diplom- und Staatsexamen in Slawistik und Lehrbefähigung in Greifswald, die Promotion 1961 zum Dr. phil. an der Universität Greifswald und die Habilitation 1970 in Rostock. Er war von 1980 bis 1992 Professor für Russische Sprache der Gegenwart und von 1992 bis 1998 Professor für Slawische Sprachwissenschaft an der Universität Rostock.